# كوفيا مفتوحة
كوفيا مفتوحة (الاسم العلمي: Cuphea aperta) هي نوع نباتي يتبع جنس الكوفيا من فصيلة الخثرية.